# 버프소녀 오오라
버프소녀 오오라는 네이버 웹툰에서 김규삼이 매주 월요일마다 연재하는 스마트툰 웹툰이다.